# Nadia Noujani

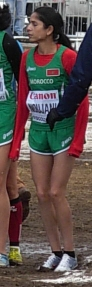
Nadia Nou camera khi bắt đầu Giải vô địch quốc gia xuyên quốc gia 2013

Nadia Noujani (tiếng Ả Rập: نادية نوجاني; sinh ngày 3 tháng 9 năm 1981 tại Touarga, Rabat-Salé-Kenitra) là một vận động viên chạy đường dài người Maroc. Tại Thế vận hội Mùa hè 2012, cô đã thi đấu ở nội dung 5000 mét nữ, nhưng không hoàn thành cuộc đua của mình.

## Doping
Nouigate đã thử nghiệm dương tính với EPO tại một cuộc thi ở Tanger 26 tháng 4 năm 2014 và sau đó đã được ban hành lệnh cấm doping hai năm.